# 참개암나무
참개암나무는 경상북도를 제외한 한반도 각처의 산 중턱 이하에서 나는 낙엽관목으로 높이는 4m 정도이다. 잎은 도란형, 난형, 타원형이며 가장자리에 겹톱니, 뒷면의 맥 위에 털이 있다. 꽃은 암수한그루로 수꽃 이삭은 가지 끝에 2~4개가 달리고, 밑으로 처진다. 수꽃은 포비늘 안에 1송이가 있고, 수술은 8개, 암꽃이삭은 작은 난형이며, 포비늘 안에 암꽃이 1송이고, 암술은 8개이다. 열매는 견과로 병 모양의 총포에 싸인다. 개화기는 3월로 열매는 식용하며 약재로도 쓰인다.